# 田中美羽
田中 美羽（たなか みは、本名：田中 康江（たなか やすえ）、1963年3月30日 - 2004年5月28日）は、日本の元女性タレントである。

## 概要
兵庫県出身。関西地方を中心に、テレビ、ラジオ、司会、CM、舞台など、マルチタレントとして様々な分野で活動していた。
「田中美羽」に改名するまでの旧芸名は本名と同じであった。
パートナーズ・プロに所属。朝日放送『探偵!ナイトスクープ』の初代探偵の一人であり、また、ラジオ関西の『チャチャラジオ』の初代アシスタントを2000年から2年間勤めた。
趣味はギター、バンジョー、アイルランド音楽。
2004年5月27日夜から翌日未明にかけ、同居の男に頭部を何度も強く殴打され、急性硬膜下血腫により28日に死亡した。41歳没。